# Acanthoscurria insubtilis
Acanthoscurria insubtilis är en spindelart som beskrevs av Simon 1892. Acanthoscurria insubtilis ingår i släktet Acanthoscurria och familjen fågelspindlar.
Artens utbredningsområde är Bolivia. Inga underarter finns listade i Catalogue of Life.